# 2641 Lipschutz
A 2641 Lipschutz (ideiglenes jelöléssel 1949 GJ) a Naprendszer kisbolygóövében található aszteroida. Indianai Egyetem fedezte fel 1949. április 4-én.
Michael E. Lipschutz amerikai geokémikusról és meteoritkutatóról nevezték el.